# Mayu Nasu
Mayu Nasu (japanisch 那須 眞由 Nasu Mayu; * 6. Mai 1996) ist eine japanische Leichtathletin, die sich auf den Stabhochsprung spezialisiert hat und in dieser Disziplin 2023 Hallenasienmeisterin wurde.

## Sportliche Laufbahn
Erste internationale Erfahrungen sammelte Mayu Nasu im Jahr 2022, als sie mit 4,20 m beim Michitaka Kinami Memorial Athletics Meet siegte. Im Jahr darauf startete sie bei den Hallenasienmeisterschaften in Astana und siegte dort mit übersprungenen 4,00 m. 
In den Jahren 2019 und 2020 wurde Nasu japanische Meisterin im Stabhochsprung im Freien sowie 2020 auch in der Halle.

## Persönliche Bestleistungen
- Stabhochsprung: 4,33 m, 24. April 2022 in Kōbe
  - Stabhochsprung (Halle): 4,20 m, 1. Februar 2020 in Osaka